# Architektura renesansu
Renesans w architekturze stanowił odzwierciedlenie poglądów filozoficznych odrodzenia, poszukujących wzorców w świecie antycznym. Renesans otworzył erę nowożytną w sztuce i trwał od schyłku średniowiecza do początków baroku. Ponieważ różnice czasowe rozkwitu renesansu w różnych krajach są ogromne (np. między Włochami i Europą Północną), nie jest możliwe ustalenie jednolitych dat, w których panował.

## Nazwa
Określenie wywodzi się z fr. renaissance – odrodzenie – i nawiązuje do ponownego wprowadzenia elementów starożytnej sztuki budowlanej. Zostało wprowadzone prawdopodobnie przez francuskiego historyka Micheleta w 1855 i spopularyzowane w 1860 przez Jacoba Burckhardta. Początkowo tym terminem określano całość architektury nowożytnej aż po XVIII wiek, szybko wyodrębniono jednak barok, a z czasem także manieryzm.

## Historia

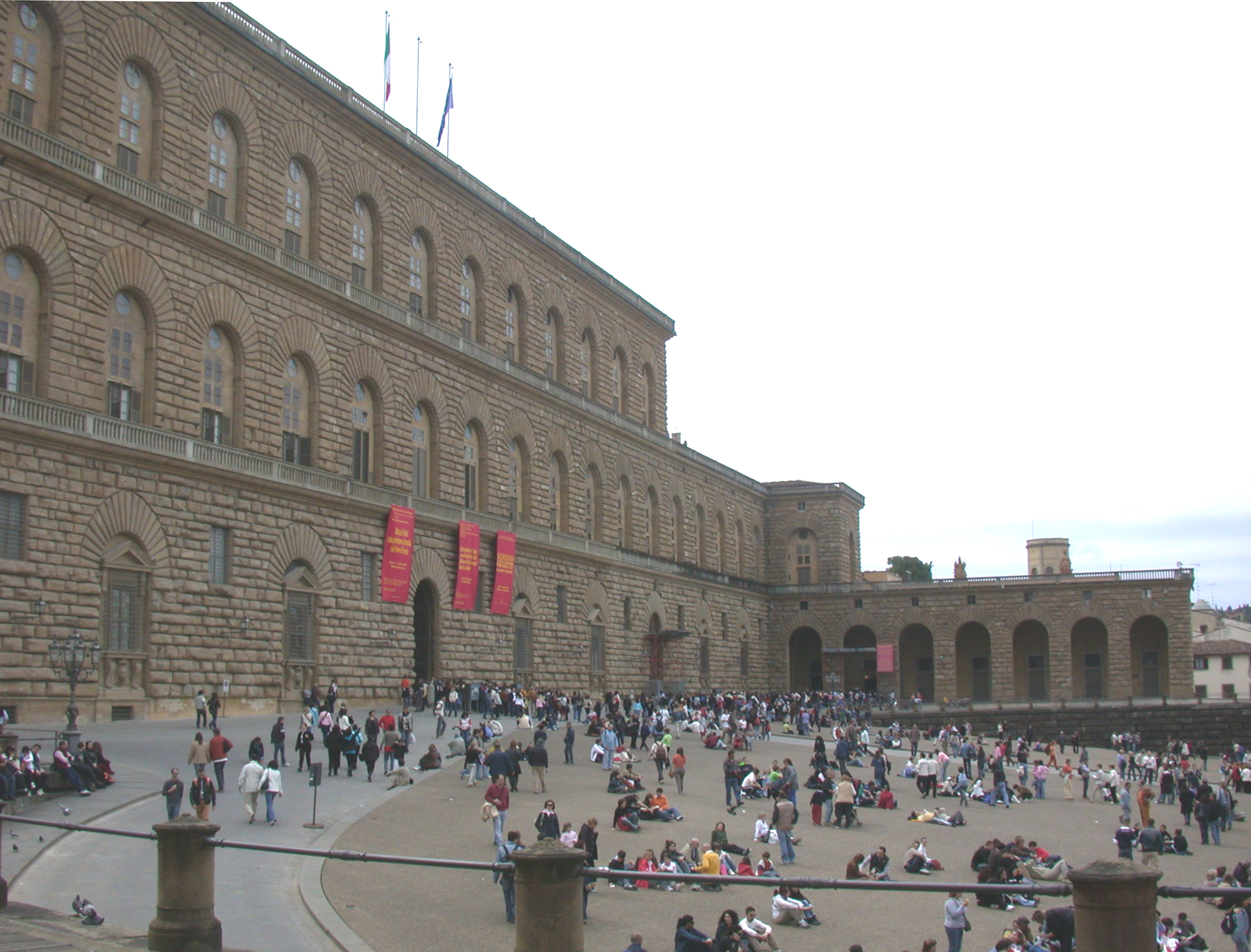
Renesans: B. Ammanati (?), Palazzo Pitti we Florencji

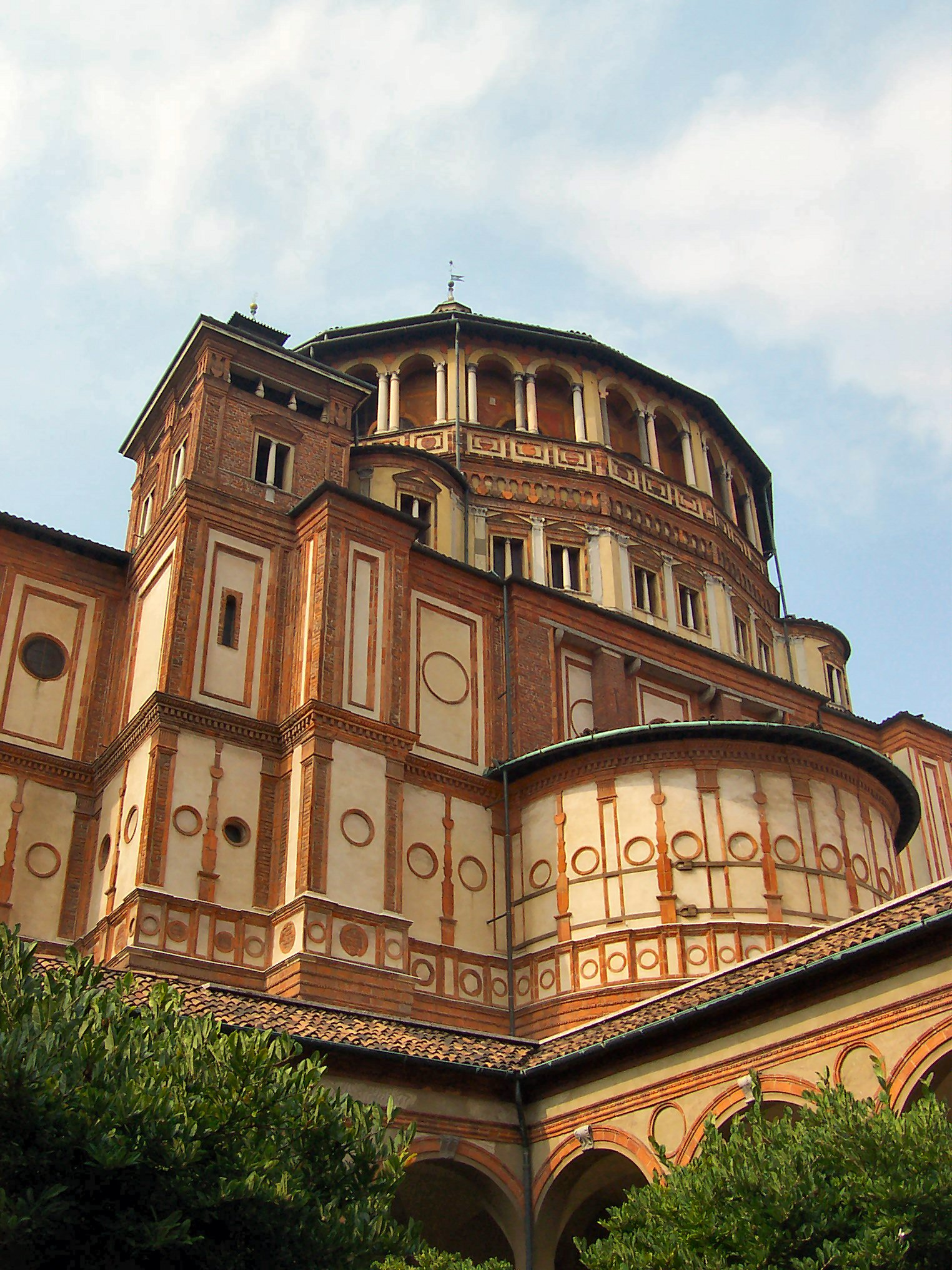
Renesans: D. Bramante, rotunda kościoła S. Maria delle Grazie w Mediolanie

Renesans: D. Bramante, projekt bazyliki św. Piotra w Rzymie

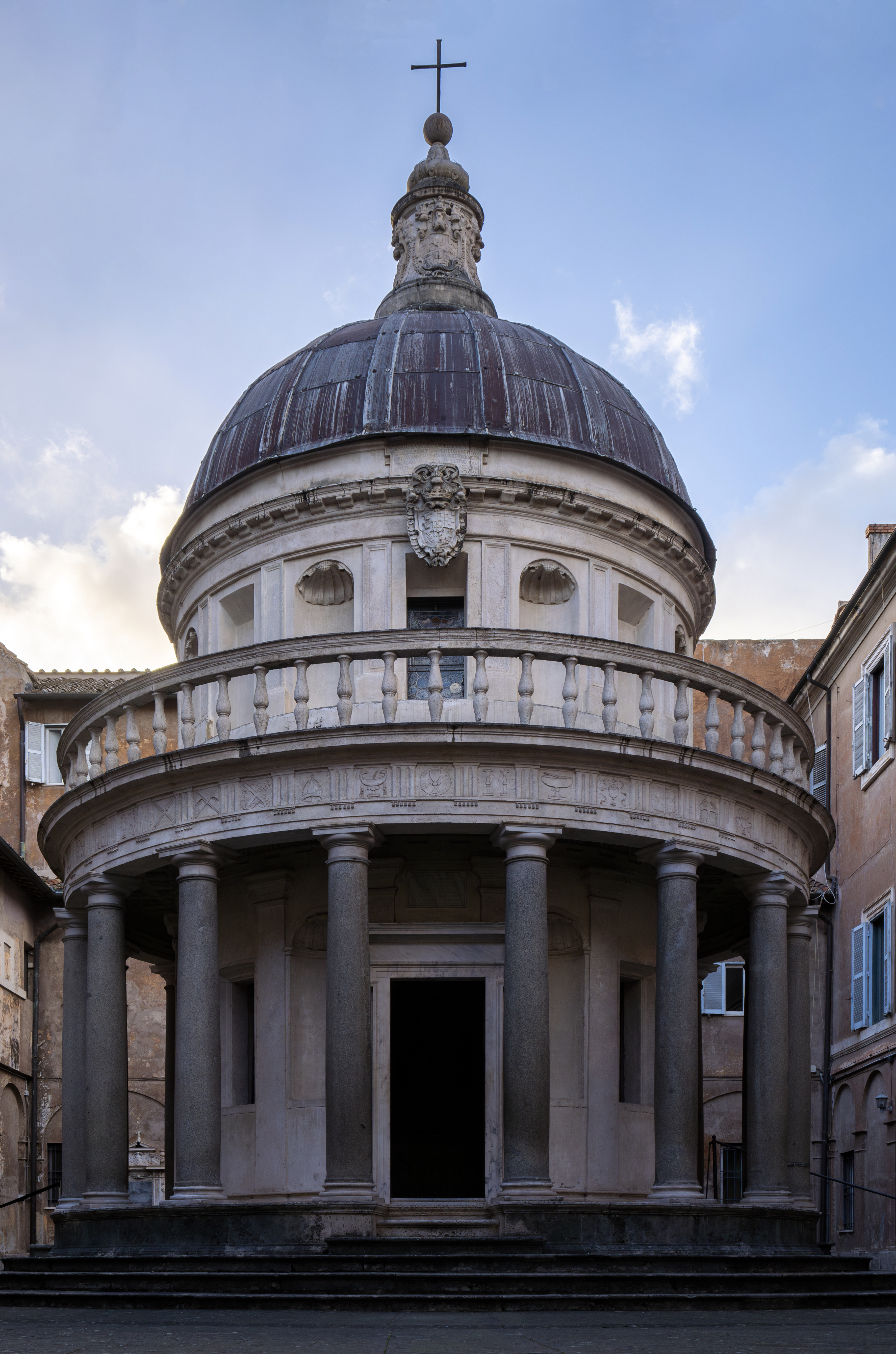
Renesans: D. Bramante, Tempietto w Rzymie

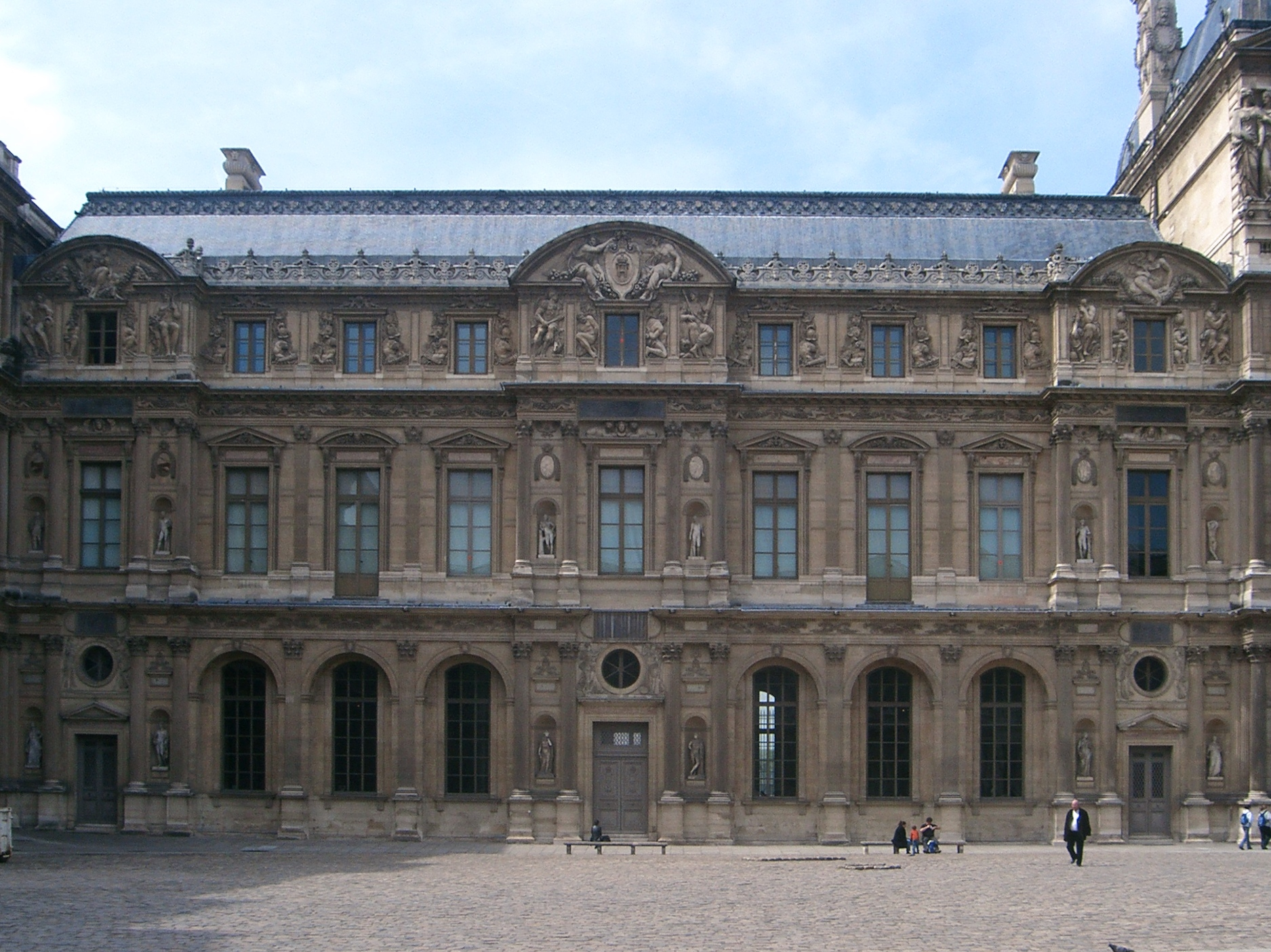
Renesans: P. Lescot, zachodnie skrzydło Luwru

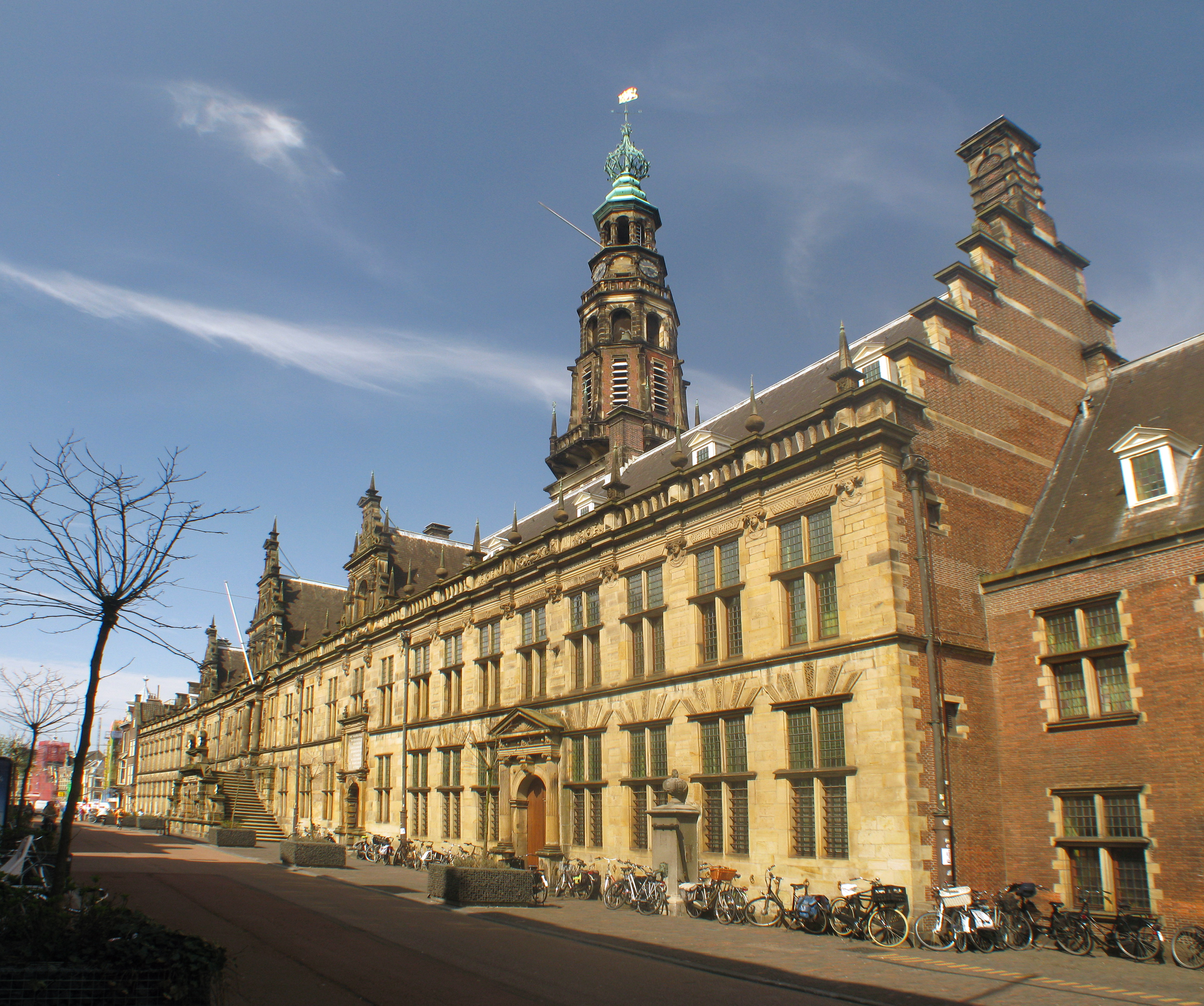
Renesans północny: L. de Key, ratusz w Lejdzie

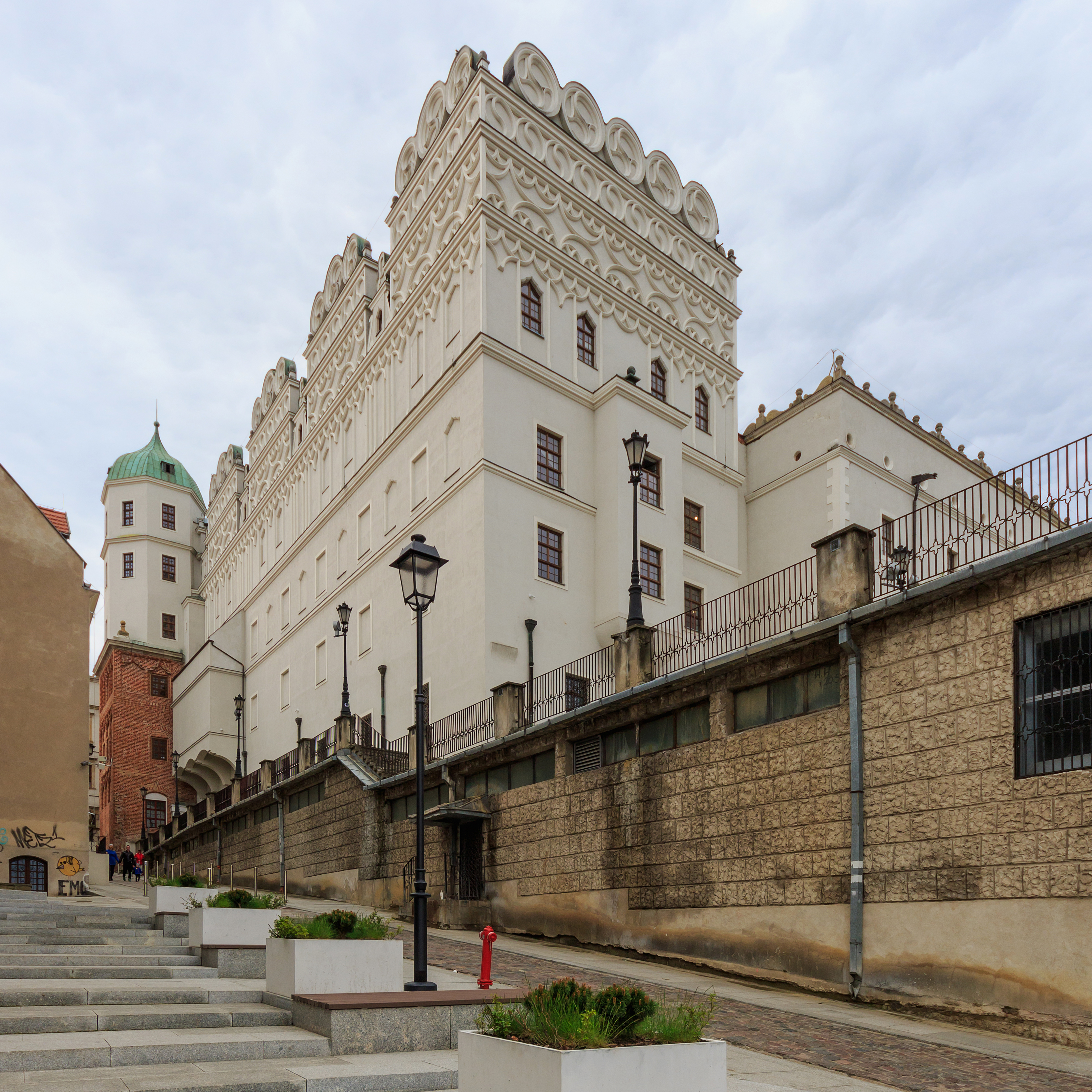
Zamek Książąt Pomorskich w Szczecinie

Architektura renesansu narodziła się we Włoszech, na co początkowo miało wpływ głównie narodowe odrodzenie i przywołanie dziedzictwa cesarstwa. Mimo upadku XIV-wiecznej idei politycznej prąd intelektualny odrodzenia rozwijał się, a architektura zaczęła być powszechnie uznawana jako działalność twórcza indywidualnego architekta, nie zaś usługowa, pomyślana głównie na potrzeby Kościoła.
O ile sztuka i architektura epoki gotyku (tak jak i średniowieczna filozofia) negowały świat doczesny i dążyła do wyzwolenia się od niego, poprzez wzniesienie ku niebu, tak w renesansie starano się ukazywać doskonałość świata ziemskiego. Stąd pochodziło zamiłowanie do form absolutnych i idealnych, przede wszystkim zaś budowli centralnej. Przywołanie starożytnych detali i elementów budynku szło w parze z ponownym odkryciem dzieła Witruwiusza, wedle którego posiadały one analogię do (uważanej za doskonałą) postaci ludzkiej, nie było ono jednak nigdy tak dosłowne, jak w późniejszym klasycyzmie. Renesansowa architektura nawiązywała do form antycznych nie tylko w zastosowaniu detalu i zdobień (porządek, belkowanie), przywoływała też starożytną teorię komponowania przestrzeni i trwała też w nieustannym poszukiwaniu nowych proporcji i środków wyrazu. Architekci dążyli do statycznego, tektonicznego i łatwo pojmowanego kształtowania konstrukcji i artykulacji.
Za twórcę, który zapoczątkował architekturę renesansu uważa się Filippo Brunelleschiego, zaś za pierwsze dzieło nowej sztuki – kopułę (a właściwie sklepienie na planie ośmioboku) katedry we Florencji. Realizacja skomplikowanego dzieła inżynierskiego stanowiła odrodzenie starożytnych umiejętności budowlanych i upodobań estetycznych. Poszukiwania twórcze Brunelleschiego, szczególnie widoczne w kaplicy Pazzich przy kościele Santa Croce (św. Krzyża) we Florencji, oscylowały wokół operowania modułem przestrzennym. Wkrótce inni twórcy, jak Michelozzo i Leone Battista Alberti przejęli zasady nowego stylu, stopniowo coraz bardziej świadomie nawiązując do antyku. Palazzo Rucellai przejmuje wielki porządek z rzymskiego Koloseum. Jednocześnie zdawano sobie sprawę ze sprzeczności między starożytną logiką artykulacji a współczesną strukturą budynku.
Podczas gdy w XV stuleciu we Włoszech architektura renesansu szeroko się rozpowszechniła, na północ od Alp panował nadal styl gotycki. Dopiero w pierwszych latach XVI wieku dzięki mecenatowi władców takich jak Franciszkowi I we Francji i Zygmuntowi I w Polsce włoscy architekci przybyli do krajów Europy Zachodniej i Środkowej. Dzieła nowej architektury obejmowały jednak przede wszystkim detale i niewielkie budowle, orientujące się głównie na architekturę Lombardii i Wenecji.
W latach 20. XVI wieku we Włoszech nastąpiło odejście od harmonijnej statyczności w architekturze. Detale architektoniczne stały się bardziej plastyczne, pojawiające się na gzymsach i balustradach statuy stanowiły obcy wcześniejszej w fazie renesansu element wertykalnie akcentujący fasady, budynki sprawiały wrażenie lżejszych. Jednocześnie pojawił się jednak przeciwny prąd – manieryzm, który kierował się raczej ku formom ciężkim i patetycznym.

## Charakterystyka stylu
Wraz z szerzeniem się idei humanizmu i przesunięciem się ciężaru zainteresowania człowieka na to co świeckie wyraźnie wzrasta zapotrzebowanie na budownictwo świeckie. Mimo budowanej nadal znacznej liczby nowych kościołów powstaje coraz więcej budynków służących zaspokojeniu potrzeb człowieka na ziemi. Szybko wzrasta liczba budowanych pałaców, podmiejskich rezydencji, budynków użyteczności publicznej.
Budynki cechuje zwartość planu, prostota, czytelność i harmonia bryły wyraźnie opartej na ziemi (budynki przestają sprawiać wrażenie odrywania się i wznoszenia ku górze). To związanie budowli z ziemią podkreśla kompozycja, w której przeważają linie poziome. Rytm płaszczyźnie nadają linie schodów, gzymsów, balustrad, które (oglądane z większej odległości) sprawiają wrażenie lekko wygiętych łuków. Dekoracja płaszczyzn zostaje podporządkowana układom konstrukcyjnym. Powrót do detali oraz form stosowanych w architekturze klasycznej nie był jej ślepym naśladowaniem. Architekci korzystali także z osiągnięć swoich poprzedników jakimi byli budowniczowie średniowiecza. Odchodzi się od ostro zarysowanych, gotyckich łuków, które zastępuje się formami półkolistymi. Tak zarysowane łuki odnajdziemy w sklepieniach, arkadach, portykach, a nawet, w początkowej fazie renesansu w obramowaniach okien. Strzeliste wieże kościołów zastępują kopuły, a mury obronne nowy i nieco niższy rodzaj umocnień w formie nasypów ziemnych. Architekci dużo uwagi poświęcają kompozycji swoich dzieł i ich współgraniu z otoczeniem.

### Budownictwo sakralne
Ulubioną formą architektów tego okresu był kościół na planie centralnym, chociaż oczywiście nie brakuje dzieł budowanych w układach podłużnych (na planie prostokąta z nawą poprzeczną). Wśród założeń centralnych popularne są rozwiązania opierające się o plan krzyża greckiego, kwadratu, koła lub wieloboku. Ta zamknięta, zwarta i symetryczna forma najlepiej odzwierciedla poszukiwania kształtów zbliżonych do doskonałości. Budowle kryte są zazwyczaj kopułami wspartymi na bębnach albo pendentywach lub konstruowane na planie kwadratu i ścięte po bokach ścianami, czyli sklepienia żaglaste i żaglowe. Pojawiają się rozwiązywane na planie ośmioboku sklepienia klasztorne. Nad tymi formami budowane są latarnie z oknami doświetlającymi wnętrza. Podobnie rozwiązywane jest przekrycie nad skrzyżowaniem naw, chociaż w tym miejscu można spotkać także sklepienie krzyżowe gładkie, bez widocznych żeber. Nad nawami powracają sklepienia kolebkowe, w których konstruuje się lunety pozwalające na oświetlenie pomieszczeń dużymi, prostokątnymi, zamkniętymi półkolem lub kolistymi, pozbawionymi witraży oknami. W połowie XV wieku, Leone Battista Alberti, kierując przebudową gotyckiego kościoła Santa Maria Novella we Florencji wprowadził w rozwiązaniu fasady dwie duże woluty, które pozwoliły na łagodne połączenie ściany środkowej, wyższej nawy ze znacznie niższymi ścianami naw bocznych. To nowe rozwiązanie, zwane „esownicami Albertiego”, bądź spływami wolutowymi, było często stosowane przy budowie kościołów bazylikowych nie tylko w okresie renesansu, ale i baroku.
Przy kościołach budowane są kaplice grobowe. Często są to samodzielne budynki przylegające do bryły świątyni. Kaplice projektowane są na planach centralnych z przekryciem w postaci kopuły na bębnie. Wewnątrz umieszczano sarkofagi przyścienne zdobione rzeźbiarską dekoracją mówiącą o życiu ziemskim zmarłego, o jego dokonaniach i sławie.

### Budownictwo świeckie
Już w pierwszym okresie renesansu, we Florencji, zaczyna się kształtować nowa forma budownictwa służącego najbogatszym mieszkańcom miast. Są to pałace budowane na planie prostokąta, z wewnętrznym dziedzińcem, o zwartej i zamkniętej bryle. Początkowo, jeszcze o wyraźnie obronnym charakterze, który podkreślają niewielkie okna umieszczane w najniższych kondygnacjach. Na wyższych kondygnacjach, oparte na linii gzymsu międzykondygnacyjnego umieszczane są nieco większe okna, zamknięte półkolistym nadprożem i podzielone niewielką kolumienką z głowicą wzorowaną na kapitelach korynckich. Twórcze przetworzenie elementów wolut połączonych z liśćmi akantu i wzbogaconych innymi motywami roślinnymi przynosi w efekcie rozwiązanie nazywane głowicą florencką. Wraz z rozwojem renesansu zmienia się wygląd typowego okna. W późniejszej fazie staje się większe i otrzymuje kształt prostokąta, a nad poziomą linią nadproża o wyraźnie zaznaczonym belkowaniu umieszczane jest niewielkie zwieńczenie w formie trójkątnego lub półkolistego tympanonu. Boki otworu okiennego flankują dwie kolumienki lub pilastry. Pod oknem umieszczany jest krótki podokiennik wsparty niejednokrotnie na postumentach lub balaskach. Podokiennik jest niezależny od podziałów poprowadzonych pomiędzy poszczególnymi kondygnacjami gzymsami wstęgowymi.
Lico elewacji zdobi rustyka, forma dekoracji znana już w starożytnym Rzymie. Boniowanie najsurowsze w dolnych partiach („na dziko”) wyżej przechodzi przez łagodniejszą formę diamentów lub pół diamentów do najbardziej gładkich obróbek na najwyższych kondygnacjach. Elewację wieńczył mocno rozbudowany gzyms koronujący. Wejścia do pałaców, początkowo w formie pojedynczych bram o stosunkowo niewielkich rozmiarach (łatwiejszych do obrony), z czasem uzyskują formę ozdobnych portali naśladujących w szczytowym okresie rozwoju renesansu architekturę łuków triumfalnych, a wewnętrzny dziedziniec staje się dostępny z dwóch lub więcej stron. Piętrowe arkady otaczające dziedziniec zapewniają komunikację pomiędzy poszczególnymi pomieszczeniami (nie stosowano jeszcze systemów korytarzy wewnątrz budynku). Dziedzińce były miejscem, w którym koncentrowało się życie mieszkańców pałacu. Obiegające dziedziniec loggie były zazwyczaj otwarte i chronione płaskimi dachami z wyraźnie zaakcentowanym gzymsem wieńczącym. Komunikację pionową zapewniają schody, które w okresie rozkwitu renesansu otrzymują często monumentalną formę (schody wewnętrzne projektowane są zazwyczaj jako kręte lub wachlarzowe). Wnętrza pałacowe przykrywane są drewnianymi, belkowymi stropami. Widoczne belki są zdobione rzeźbiarsko i malarsko, często poprzez wprowadzenie dodatkowych belek otrzymują też formę kasetonów. Wykonywane są także konstrukcje z cienkich desek przybitych do belek, które przykrywane są warstwą tynku na trzcinie. W pomieszczeniach wykonywane są także sklepienia zwierciadlane i nieckowate (przypominające wydłużone sklepienie klasztorne).
Duże płaszczyzny sklepień i sufitów pozwalają na wprowadzenie bogatej dekoracji malarskiej, wykonywanej techniką al fresco. Oprócz scen figuralnych wprowadzane są delikatne ornamenty w postaci wici roślinnej splecionej z postaciami mitologicznymi, sylwetkami zwierząt i fantazyjnych stworów. Ulubioną formą dekoracji malarskiej i rzeźbiarskiej stała się groteska. Oszczędnie stosowane kompozycje podkreślają konstrukcję i urozmaicają płaszczyzny. Ściany pomieszczeń pałacowych zdobią obrazy i znane już w średniowieczu gobeliny, a ciepła dostarczają kominki i piece kaflowe.
Jeśli pozwalała na to lokalizacja, pałace łączono z ogrodem. Pomiędzy alejkami wytyczonymi wzdłuż jednej lub kilku osi symetrii umieszczano połacie trawników o geometrycznych kształtach. Ta sama zasada porządkowania w sposób symetryczny i pełen harmonii obowiązywała w kompozycji klombów, sadzonych drzew i krzewów, które dodatkowo przycinano, nadając im kształty prostych brył.
Przedstawiciele bogatszych warstw społecznych budowali dla siebie również podmiejskie wille. I tu obowiązywały zasady kompozycji horyzontalnej, uwzględniającej warunki otoczenia. Wille były przeważnie jednopiętrowymi budynkami zaprojektowanymi na planie centralnym lub prostokątnym, w otoczeniu ogrodów.
Nadal budowane są zamki obronne, ale ich forma zmienia się. Są to obiekty rozplanowane zazwyczaj na planie wieloboku foremnego ufortyfikowanego murami z bastionami i fosą. W podobnym kierunku zmierza plan idealnego miasta, który zostaje wykształcony w okresie dojrzałego renesansu. Obniżone mury obronne zostaje obsypane ziemią, a wieże zastąpione bastionami. Plan miasta zostaje rozrysowany na planie wieloboku foremnego. Jego centralną częścią jest rynek, od którego promieniście rozchodzą się ulice. Jednak niewiele tak rozrysowanych planów znalazło swoje urzeczywistnienie. Tak powstało w 1593 r. według projektu Vincenzo Scamozziego miasto Palmanova niedaleko Akwilei, podobnie zbudowano w Polsce Zamość.
Architekci zwracają uwagę na kompozycję swoich dzieł troszcząc się o ich wygląd w kontekście otaczającej je zabudowy. Istotną rolę odgrywa kompozycja placów, a ich nieodłącznym elementem stają się fontanny i pomniki. W miastach, na rynkach, budowane są nowe lub przebudowywane średniowieczne ratusze. Zwartą bryłę ożywiają arkady, dekoracje rzeźbiarskie, boniowanie. Nad budynkiem górują wieże o smukłych proporcjach. Prototypem miejskich ratuszy był florencki Pałac Vecchio.
Balustrady loggii i balkonów urozmaicających bryłę budynków są wykonywane w postaci niewielkich słupków – tralek, w kształcie kolumienki lub dzbana, który występuje w formie pojedynczej (lalki) lub dwóch elementów złączonych na pierścieniu podstawami. Archiwolty arkad we wczesnym renesansie opierają się bezpośrednio na głowicach kolumn. W okresie późniejszym, wraz z wyraźnym odejściem od pewnej swobody w podejściu do kształtowania detali architektonicznych powrócono do oparcia za pośrednictwem impost. Ponad gzymsem koronującym budowane są wysokie, zasłaniające dach, attyki. Górna ich część często bywa wycinana w zróżnicowane zęby, a płaszczyzna podzielona pilastrami zdobiona jest płaskorzeźbą. Popularną formą zdobienia staje się technika sgraffito.

### Rozwiązania materiałowe
Renesans nie wprowadził nowych materiałów. Nadal używany jest kamień i cegła. Ściany murowane są okładane płytami kamiennymi albo tynkowane. Jako materiał konstrukcyjny przy budowie stropów stosowane są belki drewniane. Drewna i kamienia używa się przy konstrukcji loggii, balkonów i schodów. Nowością są sufity wyprawiane zazwyczaj zaprawą gipsową.

## Wybrani przedstawiciele
- Leone Battista Alberti
- Michelangelo Buonarroti (Michał Anioł)
- Donato Bramante
- Filippo Brunelleschi
- Philibert Delorme
- Pierre Lescot
- Pietro Lombardo
- Andrea Palladio
- Giuliano da Sangallo
- Rafael Santi
- Leonardo da Vinci

## Przykłady budynków
- katedra Santa Maria del Fiore – Filippo Brunelleschi, 1420 r., Florencja
- kościół św. Piotra in Montorio – Rzym
- pałac Medyceuszy – Florencja
- pałac Rucellai – Florencja
- Villa Rotonda – Andrea Palladio, Vicenza
- bazylika św. Piotra – Rzym